# 王舰
王舰（1964年8月18日—），汉族，重庆人，中华人民共和国政治人物，中国民主建国会会员。
担任民建中央委员、青海省委副主委、青海大学农林科学院副院长。2008年，当选第十一届全国政协委员，代表中国民主建国会，分入第七组。2018年1月，当选第十三届全国政协委员。